# Église Saint-Léger de Molèdes
Pour les articles homonymes, voir église Saint-Léger.
L'église Saint-Léger est une église située en France sur la commune de Molèdes (Cantal), en région Auvergne-Rhône-Alpes.

## Historique
L'église est inscrite au titre des monuments historiques par arrêté du 9 juin 1992.